# 何田乡
何田乡，是中华人民共和国浙江省衢州市开化县下辖的一个乡镇级行政单位。

## 行政区划
何田乡下辖以下地区：
晴村、禾丰村、柴家村、丘畈村、高升村、龙坑村、长池村、卫枫村、陆联村和田畈村。